# Jasmine Keller-Hämmerle
Pour les articles homonymes, voir Keller.
Jasmine Keller-Hämmerle, née en 1966 à Lustenau en Autriche est une triathlète professionnelle, octuple championne d'Autriche (1992, 1994, 1995, 1996, 1997, 1998, 1999 et 2000).

## Palmarès
Le tableau présente les résultats les plus significatifs (podium) obtenus sur le circuit national et international de triathlon depuis 1992,.
| Année | Compétition                            | Pays     | Position           | Temps           |
| ----- | -------------------------------------- | -------- | ------------------ | --------------- |
| 2000  | Championnat d'Autriche                 | Autriche | Médaille d'or      | 2 h 9 min 45 s  |
| 1999  | Championnat du monde longue distance   | Suède    | Médaille de bronze | 6 h 25 min 24 s |
| 1999  | Championnat d'Autriche                 | Autriche | Médaille d'or      | Timing          |
| 1998  | Championnat d'Autriche                 | Autriche | Médaille d'or      | Timing          |
| 1997  | Championnat d'Autriche                 | Autriche | Médaille d'or      | Timing          |
| 1996  | Championnat d'Autriche                 | Autriche | Médaille d'or      | Timing          |
| 1996  | Championnat d'Autriche longue distance | Autriche | Médaille d'or      | 6 h 18 min 31 s |
| 1995  | Championnat d'Autriche                 | Autriche | Médaille d'or      | Timing          |
| 1995  | Trans Vorarlberg Triathlon             | Autriche | Médaille d'or      | 6 h 44 min 4 s  |
| 1994  | Championnat d'Autriche                 | Autriche | Médaille d'or      | Timing          |
| 1994  | Trans Vorarlberg Triathlon             | Autriche | Médaille d'or      | 6 h 32 min 24 s |
| 1992  | Championnat d'Autriche                 | Autriche | Médaille d'or      | Timing          |
| 1992  | Trans Vorarlberg Triathlon             | Autriche | Médaille d'or      | 6 h 56 min 57 s |